# Frank Boggs

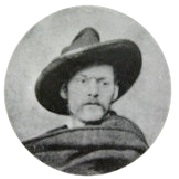
Frank Myers Boggs

Frank Myers Boggs (Springfield, 6 december 1855 - Meudon, 8 augustus 1926) was een Amerikaans-Frans kunstschilder. Hij werkte veelvuldig in Nederland.

## Leven en werk
Boggs verhuisde al op jonge leeftijd naar New York om kunststudies te volgen. In 1881 vertrok hij naar Parijs, waarbij hij zijn atelier in New York nog enkele jaren aanhield, om er regelmatig terug te komen. In de Franse hoofdstad studeerde hij aan de École nationale supérieure des beaux-arts onder de neoclassicistische leraar Jean-Léon Gérôme, maar werd er vooral ook beïnvloed door het impressionisme. Hij exposeerde op de Parijse salon. In 1889 won hij een zilveren medaille op de wereldtentoonstelling van Parijs.
Boggs reisde regelmatig naar Normandië, België, maar vooral ook naar Nederland, dat hij meer dan twintigmaal bezocht. Hij werkte er meestal in Dordrecht of Rotterdam, maar ook in Amsterdam, Den Haag, Zwijndrecht, Overschie, Delft, Kinderdijk en Hoorn. Hij schilderde overwegend rivierlandschappen en havengezichten. Stilistisch toont zijn werk gelijkenis met dat van Johan Barthold Jongkind.
In 1920 vestigde Boggs zich in Grasse en later in Meudon. In 1923 kreef hij het Frans staatsburgerschap. Hij overleed in 1926, zeventig jaar oud, en werd begraven op het Cimetière du Père-Lachaise. Postuum werd hij opgenomen in het Franse Legioen van Eer. Zijn zoon Frank-Will werd eveneens kunstschilder.

## "Hollandse" werken

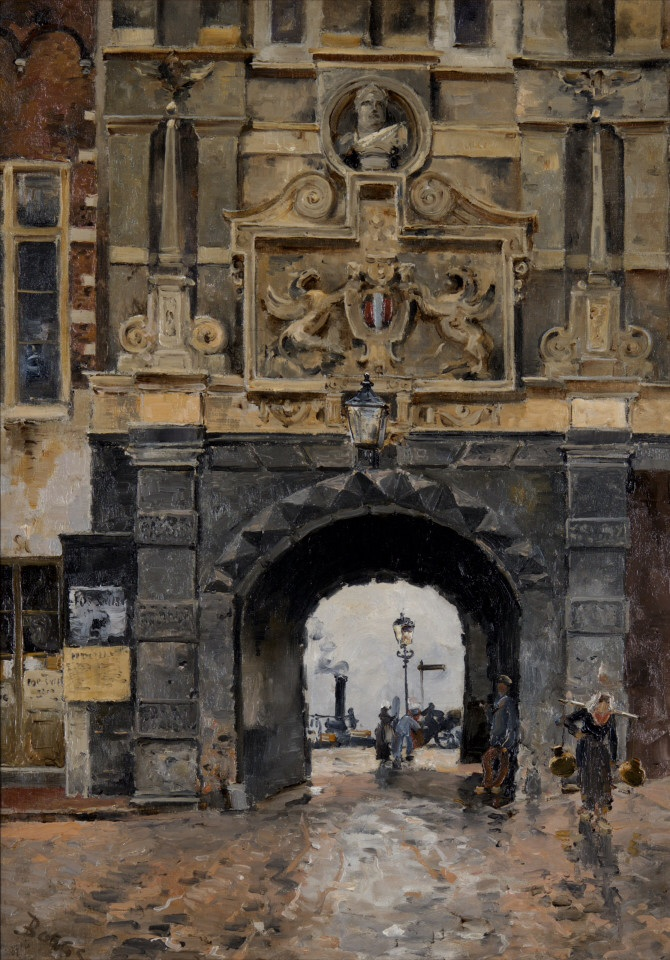
Porte Dordrecht, Dordrechts Museum
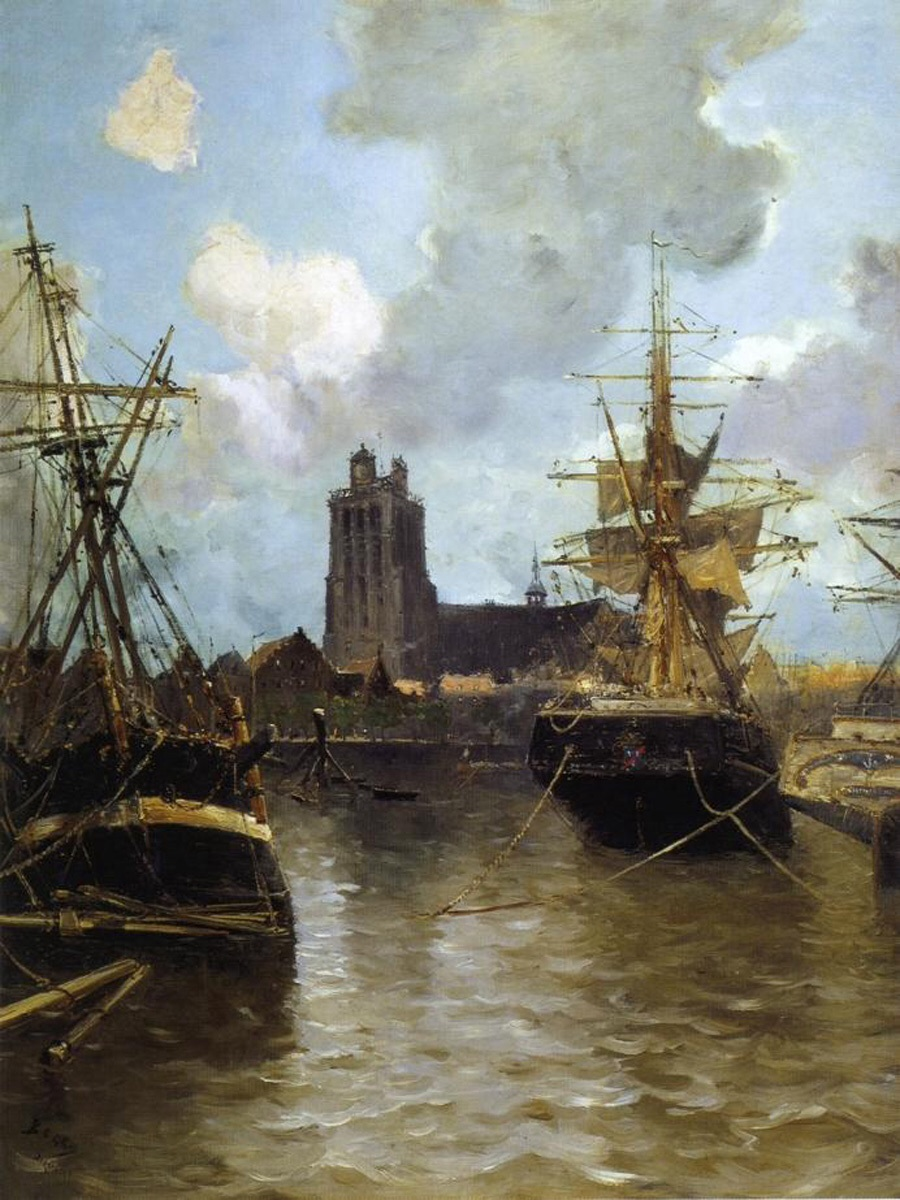
De haven van Dordrecht
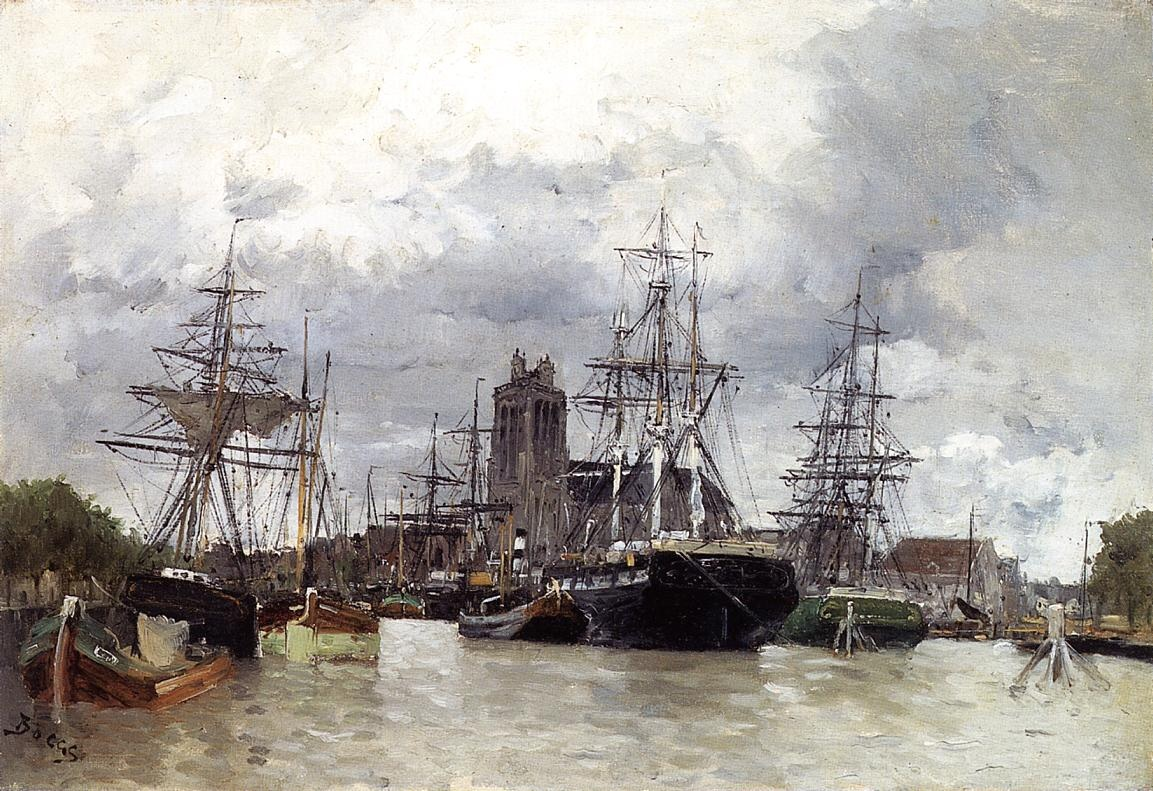
Haven van Dordrecht
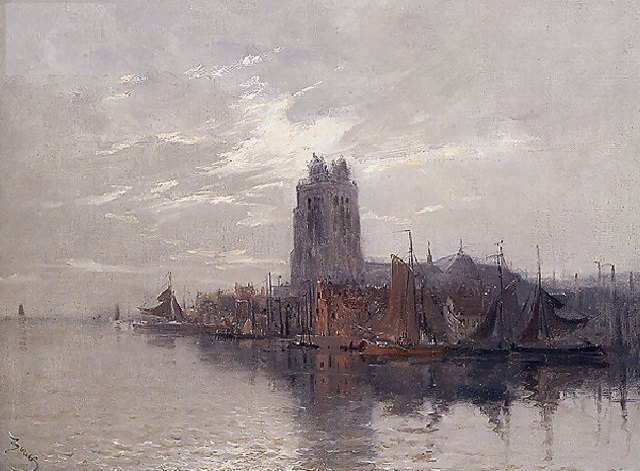
Gezicht op Dordrecht
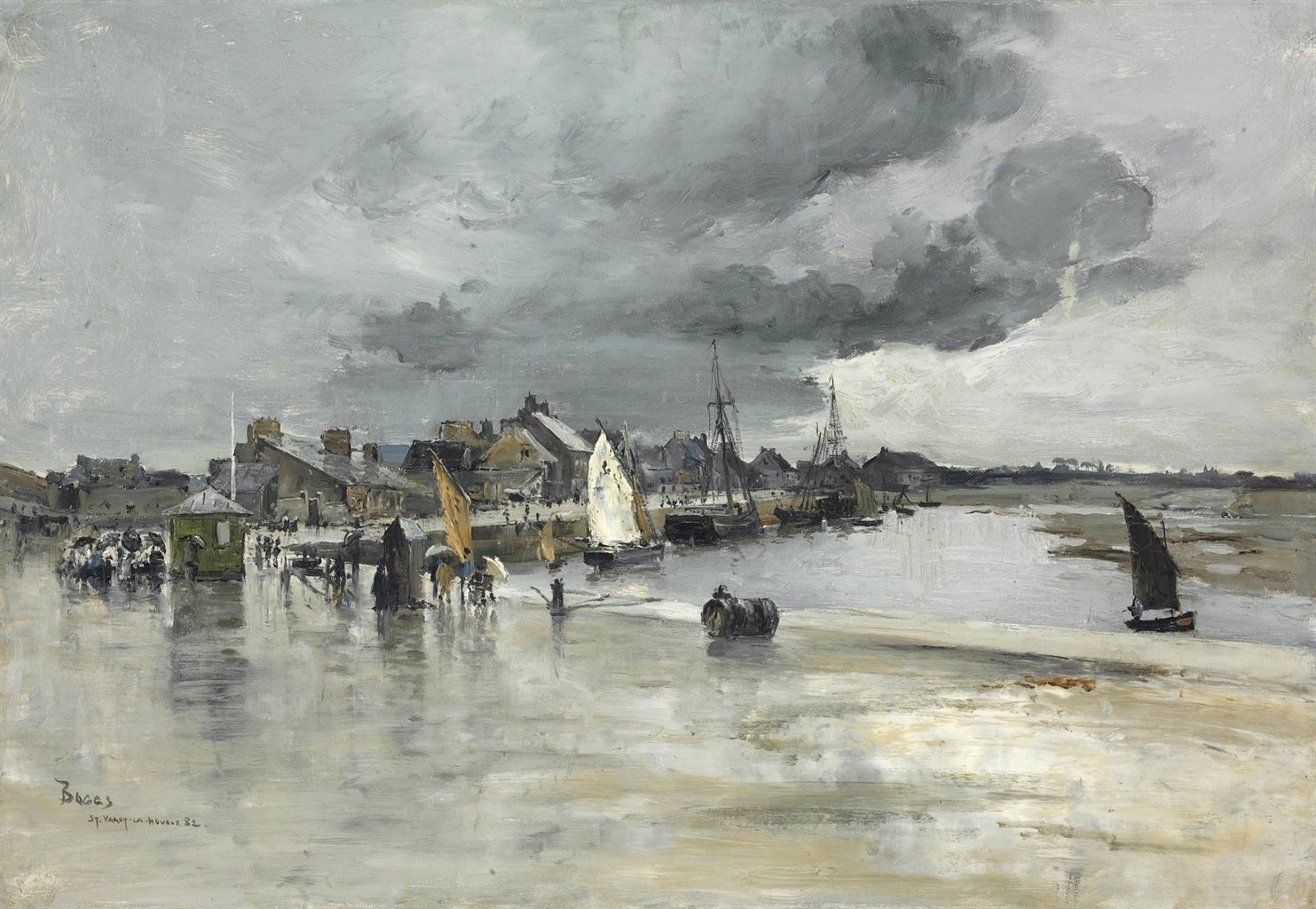
De haven van St. Vaast
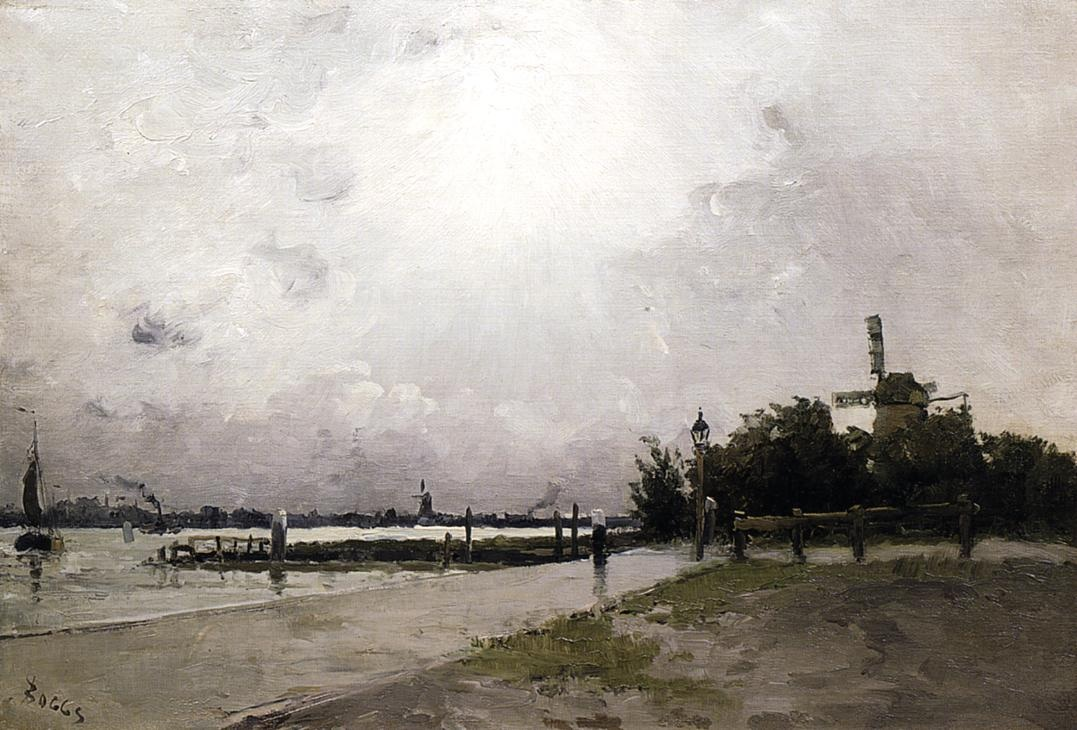
Windmolen nabij de kust van Holland
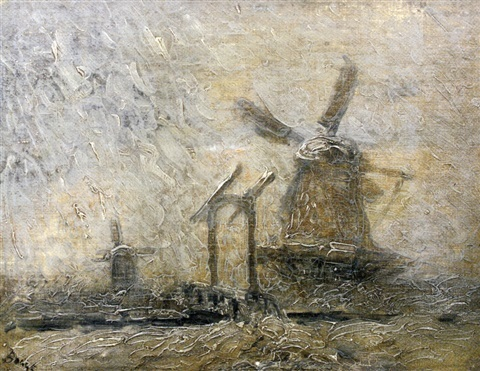
Molens in de sneeuw
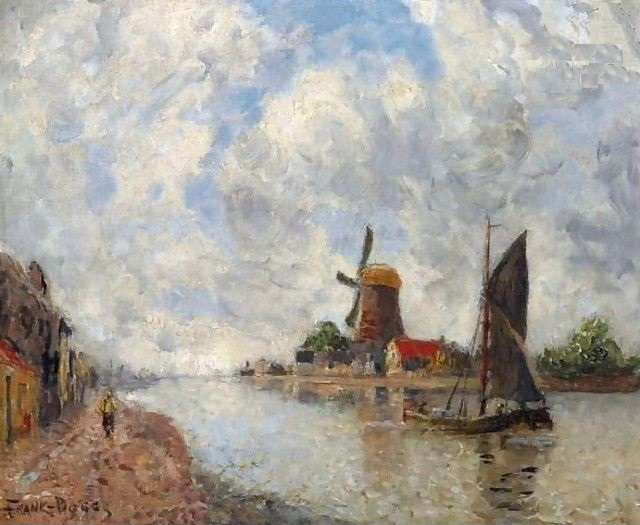
Kanaal bij Delft
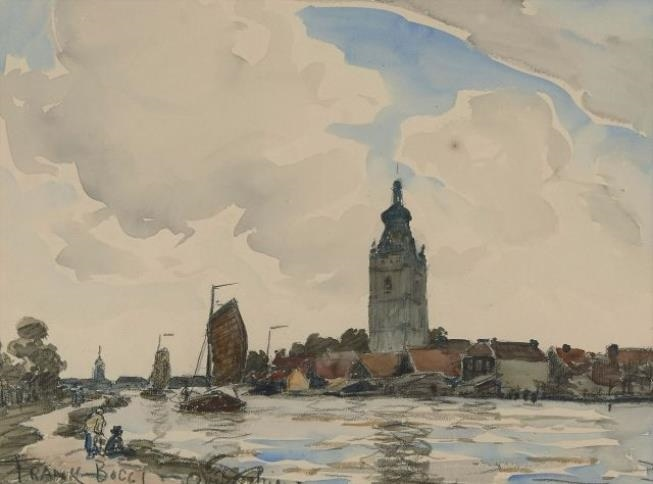
Kanaal bij Overschie, aquarel
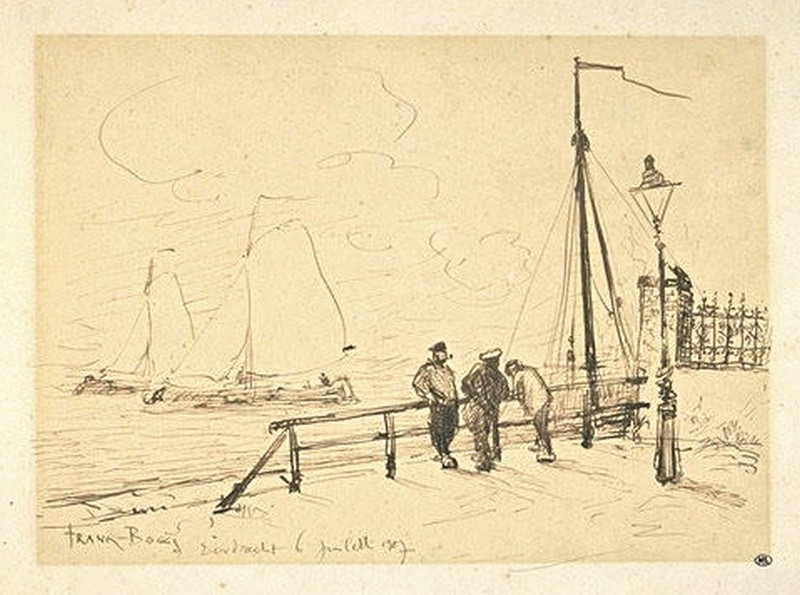
Zeelui in Dordrecht, collectie Louvre
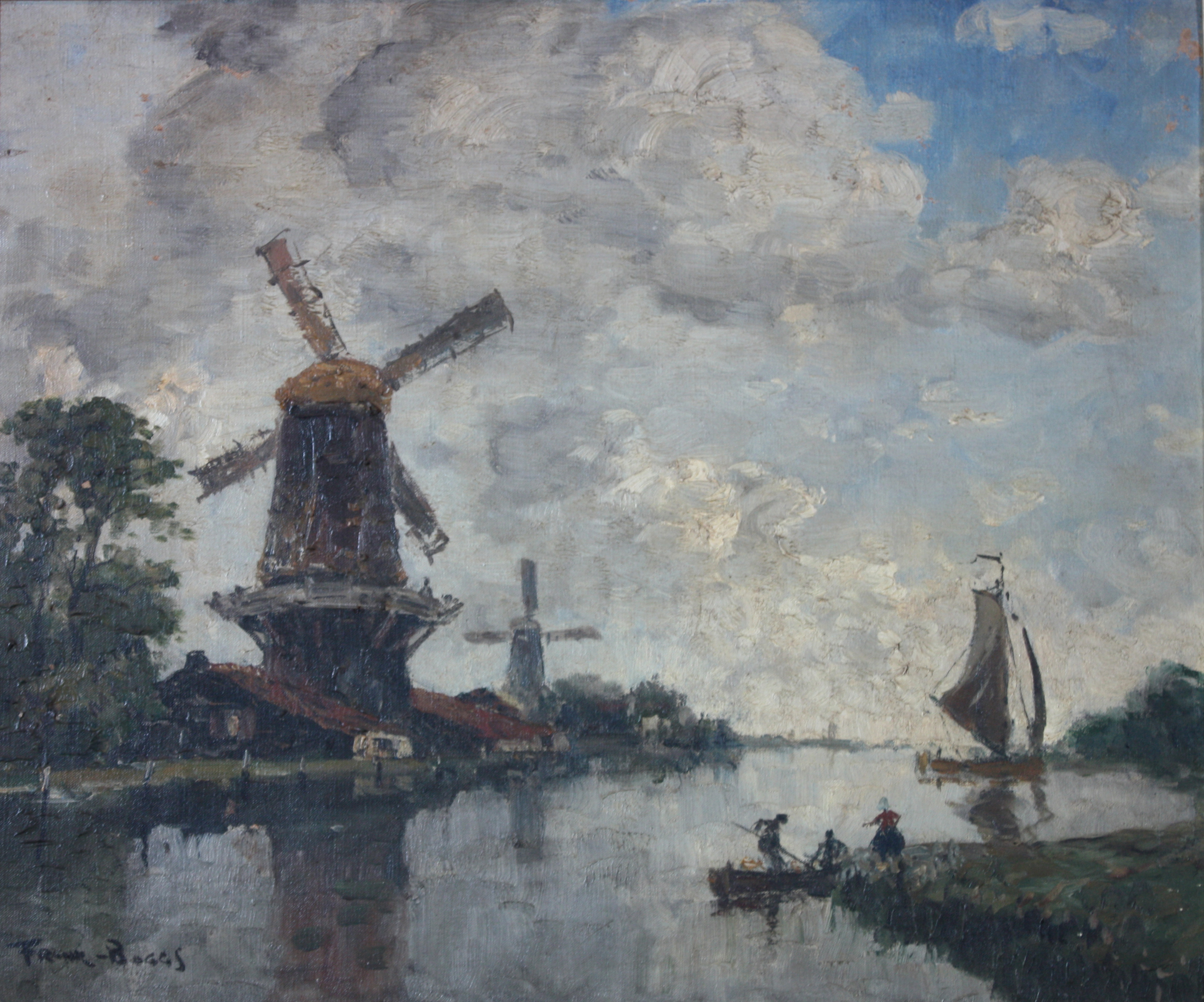
Kanaal in Holland (XXe eeuw), Meudon, Museum voor Kunst en Geschiedenis
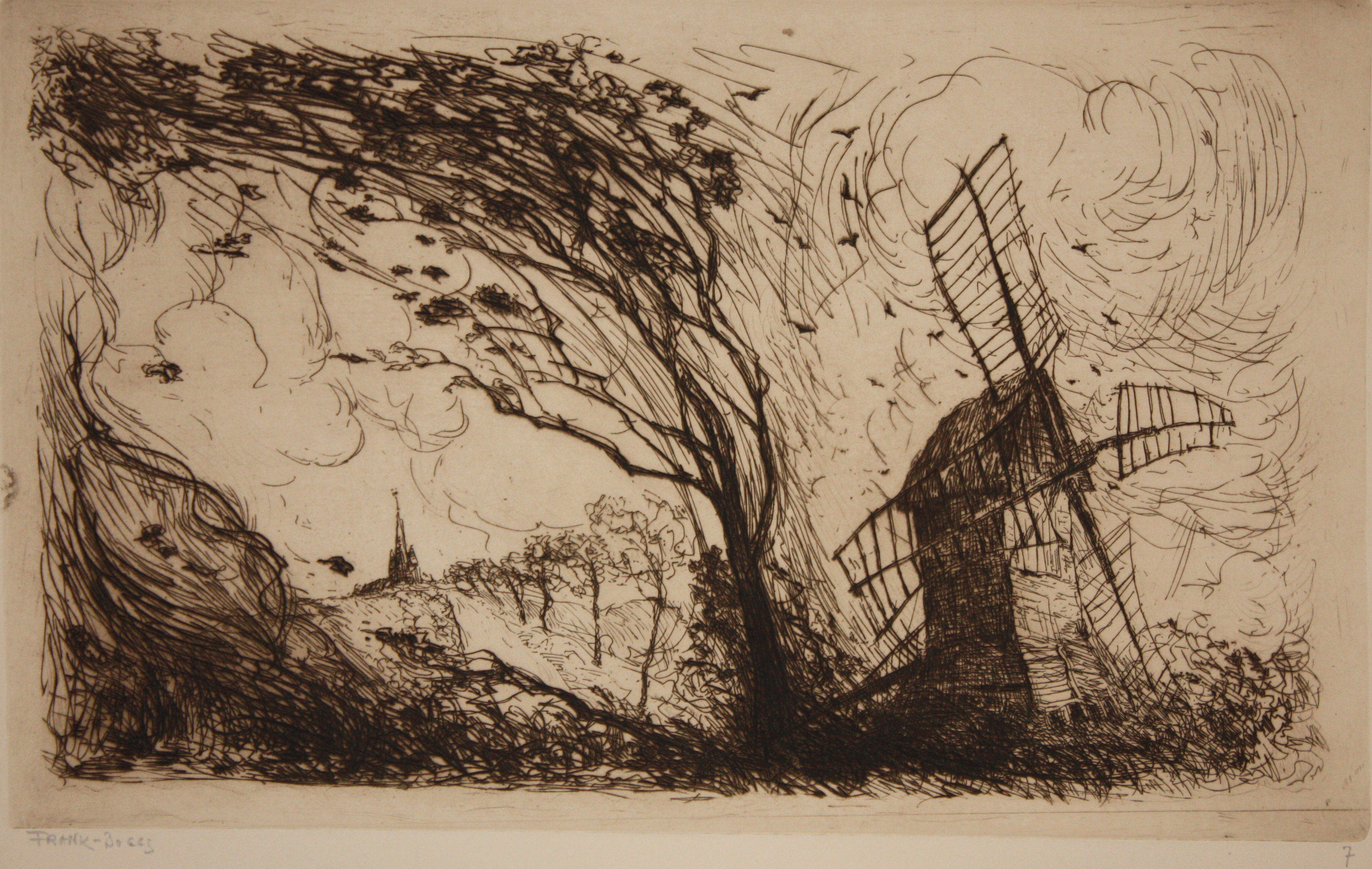
Wind (eind 19e eeuw-begin 20e eeuw), Meudon, Museum voor Kunst en Geschiedenis
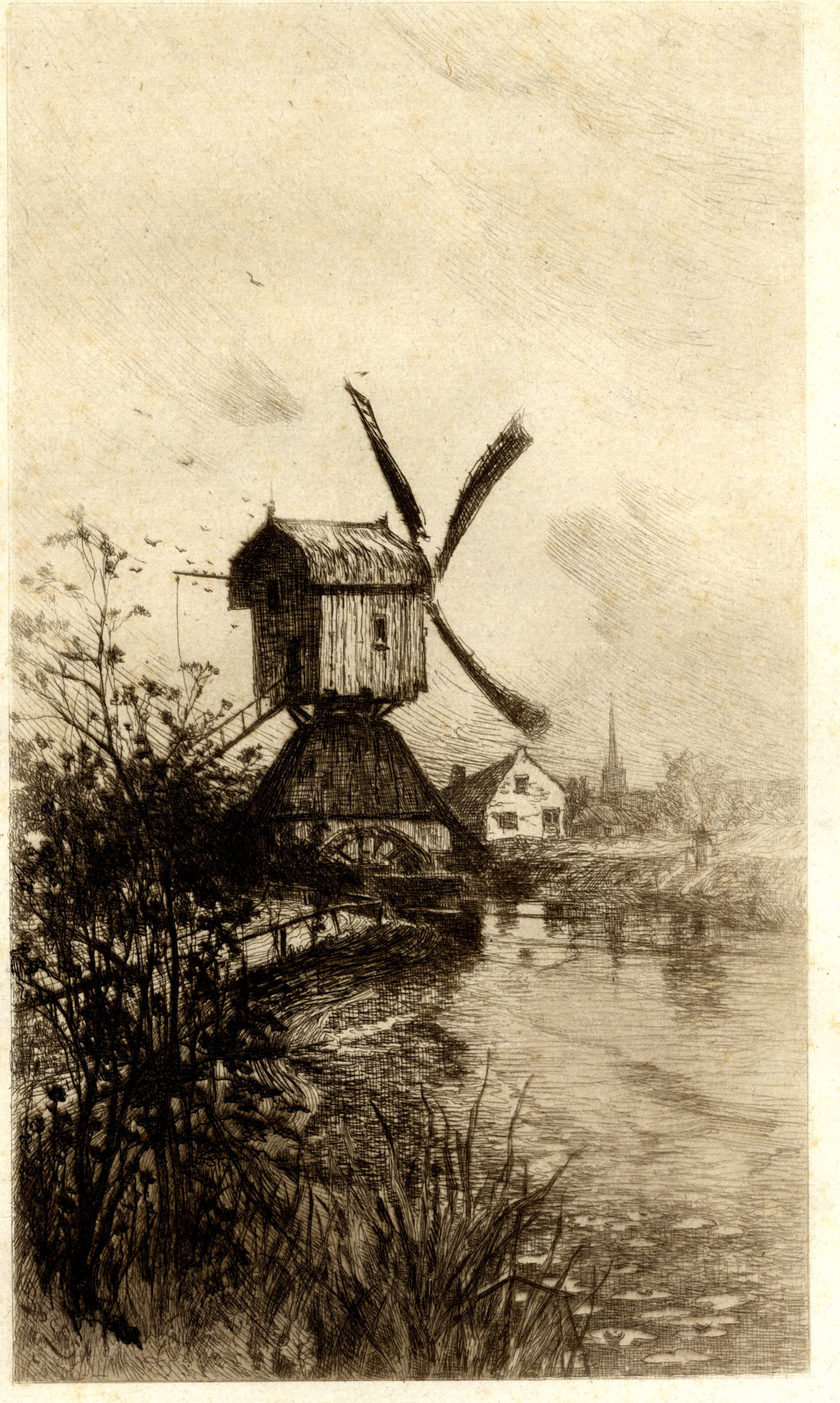
Molen van Zaandam (eind 19e eeuw-begin 20e eeuw), Meudon, Museum voor Kunst en Geschiedenis
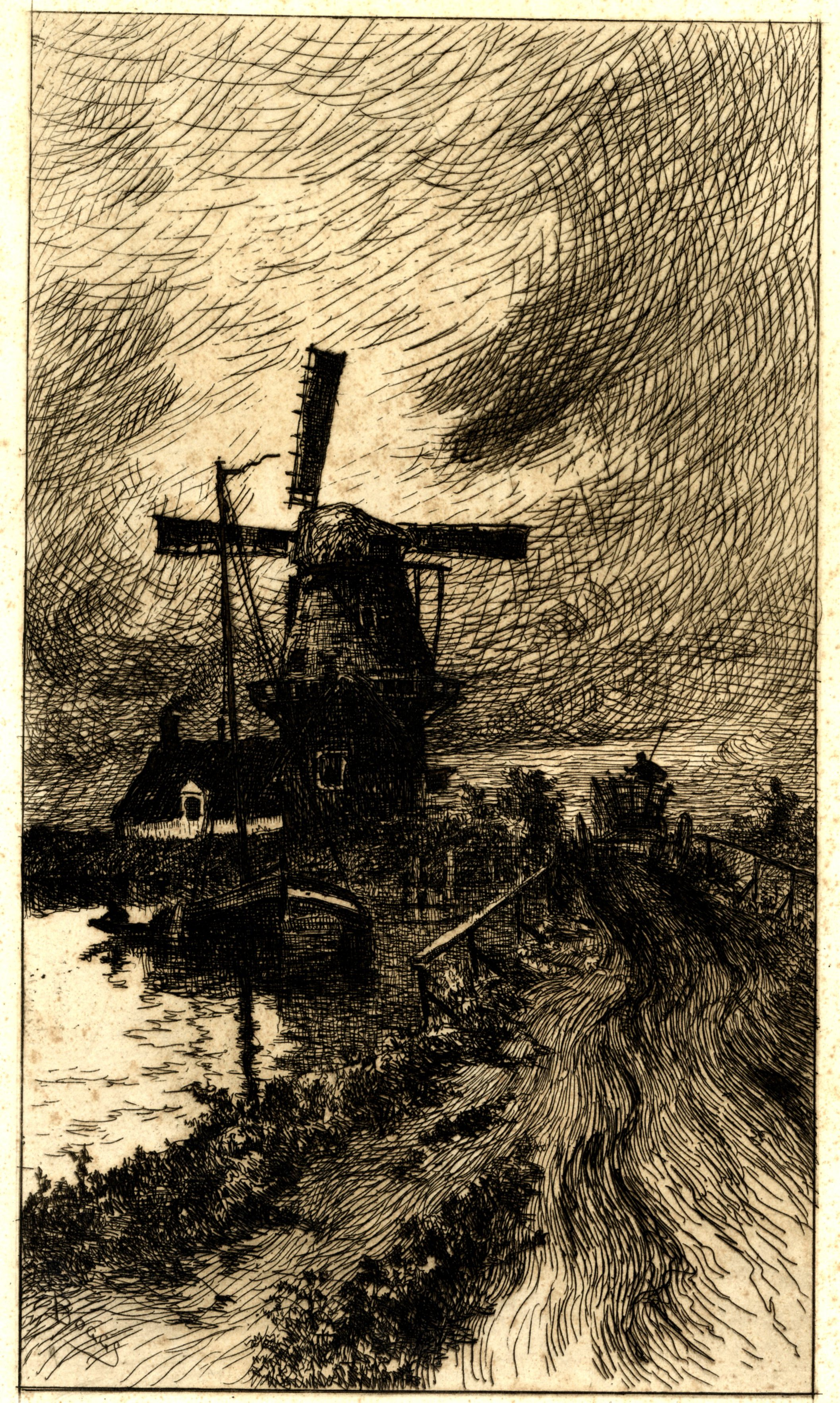
Windmolen voor de storm (eind 19e eeuw-begin 20e eeuw), Meudon, Museum voor Kunst en Geschiedenis